# Cliff Portwood
Cliff Portwood, diminutivo di Clifford Portwood (Salford, 17 ottobre 1937 – Basingstoke, 10 gennaio 2012) è stato un calciatore inglese, di ruolo attaccante.

## Carriera
Tra il 1955 ed il 1959 fa parte della rosa del Preston N.E., club della prima divisione inglese, con il quale non scende però mai in campo in incontri di campionato; nell'estate del 1959 viene ceduto al Port Vale, club di terza divisione: con i Valiants all'età di 22 anni fa quindi il suo vero e proprio esordio tra i professionisti; nell'arco di due stagioni segna in totale 33 reti in 61 partite di campionato. Viene poi ceduto al Grimsby Town, altro club di terza divisione: la sua permanenza ai Mariners, durante la quale mette complessivamente a segno 35 reti in 92 partite di campionato, si protrae fino al 1963, quando viene ceduto al Portsmouth.
Con il Pompey trascorre sei stagioni consecutive in seconda divisione (categoria in cui già aveva trascorso la stagione 1962-1963 e la stagione 1963-1964 con il Grimsby Town), segnando in totale 28 reti in 98 partite di campionato; successivamente si trasferisce in Sudafrica al Durban Utd, con cui gioca nella prima divisione locale.
In carriera ha totalizzato complessivamente 252 presenze e 96 reti nei campionati della Football League.